# Матвеев, Павел Константинович
Па́вел Константи́нович Матве́ев (1912—1989) — капитан Советской Армии, участник Великой Отечественной войны, Герой Советского Союза (1944).

## Биография
Павел Матвеев родился 28 января 1912 года в деревне Гончаково (ныне — Матвеево Клинского района Московской области, в некоторых справочниках называется им. Матвеева). После окончания средней школы руководил школой фабрично-заводского ученичества в Высоковске. В 1940 году Матвеев был призван на службу в Рабоче-крестьянскую Красную Армию. С начала Великой Отечественной войны — на её фронтах.
К июню 1944 года гвардии старший лейтенант Павел Матвеев командовал батареей 73-го гвардейского отдельного истребительно-противотанкового дивизиона 67-й гвардейской стрелковой дивизии 6-й гвардейской армии 1-го Прибалтийского фронта. Отличился во время освобождения Витебской области Белорусской ССР. 25 июня 1944 года батарея Матвеева переправилась через Западную Двину в районе деревни Узречье Бешенковичского района и приняла активное участие в боях за захват и удержание плацдарма на её западном берегу.
Указом Президиума Верховного Совета СССР от 22 июля 1944 года гвардии старший лейтенант Павел Матвеев был удостоен высокого звания Героя Советского Союза с вручением ордена Ленина и медали «Золотая Звезда».
В 1945 году Матвеев окончил Высшую офицерскую артиллерийскую школу. В 1946 году в звании капитана он был уволен в запас. Проживал в Симферополе, до выхода на пенсию работал в Госторгинспекции. Умер 8 августа 1989 года.
Был также награждён орденом Отечественной войны 1-й степени и рядом медалей.
В честь Матвеева была переименована его родная деревня Его имя увековечено на памятнике клинчанам — Героям Советского Союза в городе Клин. В Симферополе на доме, где жил Герой (ул. Ростовская, д. 22), установлена мемориальная доска.